# Municipi de Falkenberg
El Municipi de Falkenberg (Falkenbergs kommun) és un municipi de Suècia del Comtat de Halland. La població de Falkenberg és la seu municipal. El 2013 tenia 41.000 habitants.
Aquest municipi va ser creat l'any 1971 quan la Ciutat de Falkenberg es va amalgamar amb sis municipalitats rurals.
Actualment, Falkenberg manté una forta posició en el mercat de la indústria de les begudes i dels aliments amb companyies com Arla Foods, Carlsberg i SIA Glass que tenen plantes de producció a aquesta ciutat. Falkenberg també és una ciutat turística, principalment per les seves platges.